# Heinrich von Wittek
Heinrich von Wittek (29. ledna 1844 Vídeň – 9. dubna 1930 Vídeň) byl rakousko-uherský, respektive předlitavský státní úředník a politik, v letech 1899–1900 krátce pověřený předseda vlády Předlitavska, v letech 1897–1905 ministr železnic ve vládách Předlitavska.

## Biografie
Od roku 1886 působil jako sekční šéf na ministerstvu obchodu.
Vrchol jeho politické kariéry nastal na přelomu 19. a 20. století. V úřednické vládě Ericha Kielmansegga byl od 20. června 1895 do 30. září 1895 ministrem obchodu. Šlo ale jen o provizorní pověření vedení rezortu z pozice sekčního šéfa ministerstva. Hlavní vládní angažmá proběhlo v první vládě Paula Gautsche, vládě Franze Thuna, vládě Manfreda Clary-Aldringena, vládě Ernesta von Koerbera a druhé vládě Paula Gautsche, v nichž byl nepřetržitě ministrem železnic. Post zastával v období 30. listopadu 1897 – 2. května 1905. Ve funkci ministra se zasloužil o další rozvoj železniční sítě a sociálního zabezpečení pracovníků drah.
Ve vládě Manfreda Clary-Aldringena se kromě toho v období 21. prosince 1899 – 18. ledna 1900 stal provizorně pověřeným předsedou vlády a tedy premiérem Předlitavska. Na tento post nastoupil ve chvíli eskalace česko-německých jazykových a státoprávních sporů, které dočasně paralyzovaly fungování vládních institucí. Češi totiž v Říšské radě spustili na protest proti novým jazykovým nařízením obstrukci, která znemožnila schválení rozpočtu i rakousko-uherského finančního vyrovnání. Hlavním aktem von Wittekova kabinetu tak bylo schválení rozpočtu i vyrovnání prostřednictvím vládního nařízení, s využitím paragrafu 14. Hned poté kabinet odstoupil a uvolnil prostor pro řádnou vládu Ernesta von Koerbera.
V letech 1905–1918 byl von Wittek členem Panské sněmovny. Ve volbách do Říšské rady roku 1907 se stal za Křesťansko-sociální stranu také poslancem Říšské rady (celostátní parlament), kam byl zvolen za okrsek Dolní Rakousy 04. Usedl do poslanecké frakce Křesťansko-sociální sjednocení. Ve vídeňském parlamentu setrval do konce funkčního období sněmovny, tedy do roku 1911. V roce 1907 byl jmenován doživotním členem rakouské panské sněmovny.
Během svého dlouholetého působení ve státní sféře obdržel několik vyznamenání, byl rytířem Řádu Františka Josefa (1871) a Řádu železné koruny (1887), komturem Řádu sv. Štěpána a nositelem velkokříže Leopoldova řádu.
Jeho mladší sestra Johanna (1860–1945) byla manželkou pozdějšího rakouského ministra obchodu Rudolfa Schustera (1855–1930).